# 岩野谷村
岩野谷村（いわのやむら）は群馬県の西部、碓氷郡に属していた村。

## 地理
- 河川 - 碓氷川、岩井川

## 歴史
- 1889年（明治22年）4月1日 - 町村制施行により、岩井村、野殿村、大谷村が合併して岩野谷村が成立する。
- 1955年（昭和30年）3月1日 - （旧）安中町、原市町、磯部町、東横野村、板鼻町、秋間村、後閑村と合併して安中町を新設する。
- 1958年（昭和33年）11月1日 - 安中町が市制施行して安中市となる。

## 交通

### 鉄道
- 信越本線：設置駅なし

### 道路
- 国道
  - 国道18号
- 県道
  - 群馬県道10号前橋安中富岡線